# Probopyrus buitendijki
Probopyrus buitendijki là một loài chân đều trong họ Bopyridae. Loài này được Horst miêu tả khoa học năm 1910.